# Ометено дете
Термин ометено дете или „дете ометено у развоју” најчешће се односи на особе чији су телесни, ментални и емоционални развој, раст и сазревање на дуже време толико ометени да им је неопходно обезбедити специјално образовање, третман и рехабилитацију. Користи се и термин „деца са посебним потребама”, који у ширем смислу обухвата сву децу ометену у развоју.